# Sowjetarmee-Pokal 1948
Der Sowjetarmee-Pokal 1948 war die achte Austragung des Pokalwettbewerbs im Fußball in Bulgarien. Pokalsieger wurde Lokomotive Sofia. Das Team setzte sich im Finale gegen Slawia-Tschengelow Plowdiw durch.

## Modus
In allen Runden wurde der Sieger in einem Spiel ermittelt. Stand es nach der regulären Spielzeit von 90 Minuten unentschieden, kam es zur Verlängerung von zweimal 15 Minuten. Falls danach immer noch kein Sieger feststand, wurde das Spiel wiederholt.

## Teilnehmer
Die zehn regionalen Pokalsieger:
| - FC Christo Michailow Montana - Dinamo Nowa Sagora - FK General Winarow Plewen - FC Ilinden Petritsch - Ljubislaw Burgas | - Lokomotive Sofia - Orlow Dobritsch - Septemwri Silistra - Slawia Tschengelow Plowdiw - Sliwinschki Geroj Sliwniza |

## 1. Runde
|                            | Ergebnis |                              |
| -------------------------- | -------- | ---------------------------- |
| Sliwinschki Geroj Sliwniza | 1:5      | Lokomotive Sofia             |
| Septemwri Silistra         | 3:0      | FC Christo Michailow Montana |

## Viertelfinale
|                      | Ergebnis |                            |
| -------------------- | -------- | -------------------------- |
| FC Ilinden Petritsch | 1:2      | Slawia Tschengelow Plowdiw |
| Dinamo Nowa Sagora   | 0:2      | Ljubislaw Burgas           |
| Orlow Dobritsch      | 3:1      | FK General Winarow Plewen  |
| Lokomotive Sofia     | 7:0      | Septemwri Silistra         |

## Halbfinale
|                            | Ergebnis |                  |
| -------------------------- | -------- | ---------------- |
| Ljubislaw Burgas           | 0:3      | Lokomotive Sofia |
| Slawia Tschengelow Plowdiw | 1 3:0 1  | Orlow Dobritsch  |

## Finale
| Paarung                    | Lokomotive Sofia – Slawia-Tschengelow Plowdiw |
| Ergebnis                   | 1:0 (1:0) |
| Datum                      | 9. Mai 1948 |
| Stadion                    | Junak-Stadion, Sofia |
| Zuschauer                  | 12.000 |
| Schiedsrichter             | Stefan Dantschew |
| Tore                       | 1:0 Stefan Stefanow (33.) |
| Lokomotive Sofia           | Simeon Kostow – Stojan Ormandschiew, Stojo Nedjalkow , Stilijan Angelow – Trajtscho Petkow, Lasar Christo – Asen Miluschew, Kostadin Blagojew, Stefan Stefanow, Krum Milew, Petar Argirow |
| Slawia-Tschengelow Plowdiw | Nikola Arow – Metodi Karajanew, Boris Belkow, Petar Sabew – Todor Finkow, Asparuch Karajanew – Kiril Minkow, Christo Batschwarow, Stefan Paunow, Iwan Lasarow, Marin Dimitrow             |